# Martin des berges
Acridotheres ginginianus
Espèce
Synonymes
Turdus ginginianus (protonyme)
Statut de conservation UICN

 LC  : Préoccupation mineure

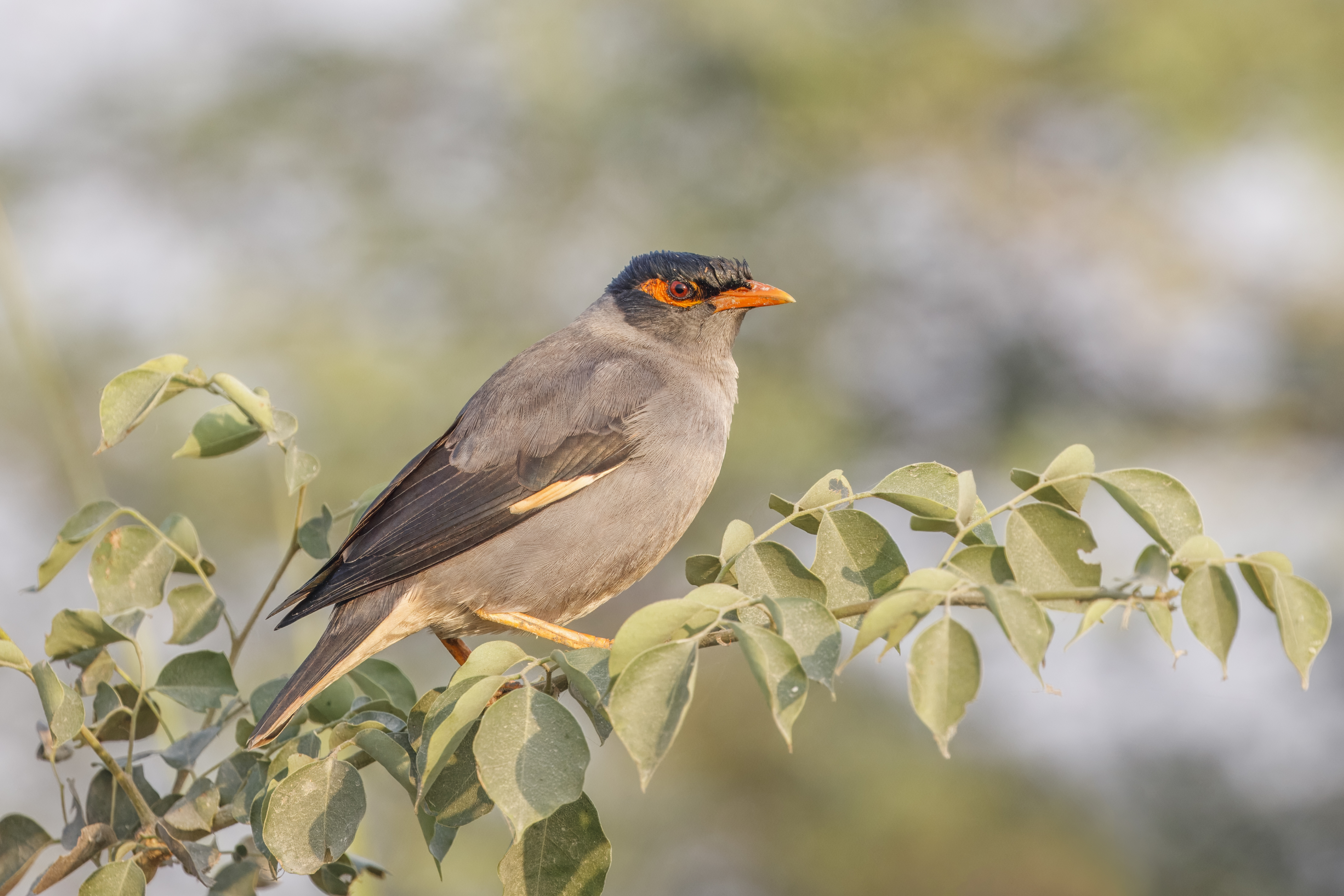
Un martin des berges en Inde.

Le Martin des berges (Acridotheres ginginianus) est une espèce de passereaux de la famille des Sturnidae originaire d'Asie. Il est aussi appelé Mainate riverain et Martin à lunettes.

## Répartition
Cette espèce est signalée au nord de l'Inde (ouest d'Assam, sud du Sind, Gujarat, Madhya Pradesh et Bengale-Occidental), à l'est du Pakistan, au sud du Népal et au nord-ouest du Bangladesh, ainsi qu'en Birmanie, à Taiwan et au Bhoutan, où dans ce dernier, elle est considérée comme rare. 
Le Martin des berges a également été introduit au Koweït, à Oman, aux Émirats arabes unis,, en Arabie saoudite et au Japon,. Il est considéré comme rare en Chine, où il est présent au Tibet, ainsi qu'en Afghanistan.